# Florence Butin
Florence Butin ist eine französische Juristin. Sie ist Präsidentin des Gerichts erster Instanz des Einheitlichen Patentgerichts in Paris.

## Leben
Florence Butin trat 1992 in die École nationale de la magistrature ein. Sie erwarb einen Masterabschluss in Zivilrecht. Sie war 25 Jahre lang in der französischen Justiz tätig, nacheinander als stellvertretende Staatsanwältin und im französischen Justizministerium, wo sie vor allem für ethische Fragen, Verhalten, Disziplinarverfahren und Personalwesen zuständig war.
Seit 2012 war sie am Pariser Gericht erster Instanz tätig, wo sie zunächst in der Sozialkammer - zuständig für kollektive Arbeitsstreitigkeiten und Verbraucherrecht - und später in der Kammer für geistiges Eigentum für zivil- und wirtschaftsrechtliche Streitigkeiten zuständig war. Butin war bis September 2021 Vorsitzende eines der drei Spruchkörper dieser Kammer, als sie in die Wirtschaftsabteilung des Pariser Berufungsgerichts berufen wurde.
Butin nahm am Austauschprogramm des Europäischen Netzes für die Aus- und Fortbildung von Richtern und Staatsanwälten (EJTN) in Stuttgart teil.
Im November 2022 trat sie ihr Amt als Präsidentin des Gerichts erster Instanz des Einheitlichen Patentgerichts an.
Butin hält regelmäßig Vorträge auf Konferenzen über das Recht des geistigen Eigentums und das Einheitliche Patentgericht.